# Toxaemia
Toxaemia är ett death metal-band från Motala. De gav 1990 ut en skiva, EP:n Beyond the Realm, på bolaget Seraphic Decay Records. Även 2 Demokassetter släpptes av bandet. 2010 släpptes en LP med alla demos och låtarna från EP'n under titeln Burid to Rise och även en CD där bandet lät Dan Swanö remixa de tidigare inspelningarna.

## Medlemmar
Nuvarande medlemmar
- Stevo Bolgakov – sång, gitarr (1989–1991, 2017– )
- Pontus Cervin – basgitarr (1989–1991, 2017– )
- Anton Petrovic – sologitarr (2022 – )
- Emil Norrman – trummor (1989–1991, 2017–2019, 2021 – )
- Dennis Johansson – sång (2019– )

Tidigare medlemmar
- Perra Karlsson – trummor (2019– 2020)
- Rasmus Axelsson – sologitarr (2018– 2022)
- "Brun" (Markus Brun) – sång (1989)
- Joachim "Holma" Holmqwist – sång (1989)
- Linus Olzon – gitarr (1990)

Turnerande medlemmar
- Perra Karlsson – trummor (2019)

## Diskografi
Demo
- Kaleidoscopic Lunacy (1990)
- Buried to Rot	 (1991)

EP
- Beyond the Realm (1990	)

Samlingsalbum
- Buried to Rise: 1990-1991 Discography (2010)

Annat
- Seraphic Decay Records CD Sampler (1991) (delad album: Abhorrence / Acrostichon / Goreaphobia / Disgrace / Toxaemia)